# Dawid Elazar
Dawid Elazar, pseud. Dado (hebr. דוד „דדו” אלעזר, ur. 27 sierpnia 1925 w Sarajewie, zm. 15 kwietnia 1976) – izraelski wojskowy, generał broni (raw alluf), członek Ha-Szomer ha-Ca’ir oraz Palmachu, dowódca Korpusu Pancernego (1961–1964), szef Dowództwa Północnego (1964–1969), szef Sztabu Generalnego Sił Obronnych Izraela (1972–1974).
W 1974 roku Komisja Agranata uznała, że ponosił osobistą odpowiedzialność za błędną ocenę sytuacji w regionie przed wojną Jom Kipur.

## Życiorys

### Młodość
Urodził się 27 sierpnia 1925 roku w Sarajewie w rodzinie Żydów sefardyjskich. Kiedy miał siedem lat, zmarła jego matka i wychowywał się u dwóch babć. Miał sporadyczny kontakt z ojcem. W celu podjęcia nauki wyjechał do Zagrzebia, z którego już nie wrócił do Sarajewa. W Zagrzebiu dołączył do lewicowej syjonistycznej organizacji młodzieżowej Ha-Szomer ha-Ca’ir. Po wybuchu II wojny światowej podjął ze znajomymi decyzję o wyjeździe do Palestyny.

### Działalność w Palmachu
Pod koniec 1940 roku, zanim Niemcy zaatakowały Jugosławię, wyjechali do Palestyny. Wraz ze znajomymi zamieszkał w kibucu Sza’ar ha-Amakim, gdzie podjął pracę i dalszą naukę. Po pewnym czasie został oddelegowany przez Ha-Szomer ha-Ca’ir do kibucu En Szemer. Jako ochotnik chciał wziąć udział w działaniach zbrojnych w Europie, ale nie otrzymał zgody władz kibucu na zaciąg. W 1946 roku postanowił wstąpić do Palmachu, za co został wydalony z kibucu. W 1947 roku ukończył w kibucu Dalijja kurs dla dowódców i został oddelegowany do kibucu Chulata. Zaangażował się w działania eskortowe żydowskich nielegalnych imigrantów przybywających z francuskiego mandatu Syrii oraz zabezpieczał przekraczanie granicy palestyńsko-syryjskiej przez oficerów wywiadu Palmachu.

### Wojna o niepodległość Izraela
Wraz z wybuchem wojny o niepodległość Izraela został żołnierzem Brygady Harel. W jej szeregach brał udział w operacjach „Ha-Har” (poszerzenie korytarza łączącego wybrzeże z Jerozolimą), „Horew” (wyparcie wojsk egipskich z południa Izraela oraz Strefy Gazy), „Jewusi” (przejęcie kontroli nad arabskimi dzielnicami Jerozolimy) i „Nachszon” (przełamanie arabskiego oblężenia Jerozolimy). Jego zdolności przywódcze i waleczność zostały pozytywnie ocenione przez Jicchaka Sade oraz Josefa Tabenkina.

### Lata 1949–1956
Po zakończeniu wojny o niepodległość zdecydował się pozostać w armii i zaangażował się w budowanie struktur bezpieczeństwa państwa. W stopniu majora został wysłany na pierwszy kurs dla dowódców batalionu. Po jego zakończeniu, do 1952 roku, kierował tym kursem.
W latach 1952–1954 był oficerem sztabowym w Dowództwie Centralnym. Następnie został szefem Departamentu Taktyki w Sztabie Generalnym. W trakcie sprawowania tej funkcji brał czynny udział w izraelskich akcjach odwetowych za ataki fedainów z terytorium Egiptu.
W 1956 został mianowany komendantem Szkoły Korpusu Piechoty. Jednocześnie wraz z wybuchem kryzysu sueskiego powierzono mu dowodzenie 12 Rezerwową Brygadą Piechoty Zmechanizowanej, która walczyła na północnym wybrzeżu Synaju, a po konflikcie odpowiadała za utrzymanie porządku w Strefie Gazy.

### Kariera w Korpusie Pancernym
W 1957 roku podjął decyzję o przenosinach do Korpusu Pancernego. Rok później otrzymał dowództwo nad 7 Brygadą Pancerną, uważaną za najważniejszą formację pancerną w armii. W latach 1959–1961 był zastępcą dowódcy Korpusu Pancernego. W 1961 roku został awansowany na stopień pułkownika. Od 1961 do 1964 roku był dowódcą Korpusu Pancernego. W tym czasie nakazał dopracowanie teorii walki izraelskich sił pancernych, w szczególności walki w warunkach nocnych oraz przebijanie się przez umocnione pozycje przeciwnika. Chciał, aby izraelski Korpus Pancerny mógł skutecznie przeciwstawić się radzieckiej taktyce walki wojsk pancernych, wdrażanej w państwach arabskich.

### Szef Dowództwa Północnego (1964–1969)
W 1964 roku został mianowany przez Jicchaka Rabina szefem Dowództwa Północnego. Na początku swojej kadencji koordynował prace nad izraelskimi działaniami wobec syryjskich prób budowy zapór na Jordanie w ramach tzw. bitwy o wodę.
Na początku wojny sześciodniowej (1967), pod naciskiem mieszkańców miejscowości z okolic Jeziora Tyberiadzkiego, opowiadał się za rozszerzeniem działań zbrojnych na Syrię, czemu sprzeciwiał się premier Lewi Eszkol. Jednak 9 czerwca siły podległe Dowództwu Północnemu rozpoczęły działania zbrojne na Wzgórzach Golan i kontynuowały je do momentu, kiedy Organizacja Narodów Zjednoczonych i Związek Radziecki wywarły presję na Izrael, aby ten zakończył konflikt.
Po zakończeniu wojny brał udział w planowaniu izraelskich operacji w głębi terytorium egipskiego w trakcie wojny na wyczerpanie. Był przeciwnikiem wycofania armii z Synaju.

### Szef Sztabu Generalnego (1972–1974)
W 1972 roku w randze generała dywizji został szefem Sztabu Generalnego. Jego kadencja zbiegła się z walką Izraela z organizacjami palestyńskimi. Najbardziej znaną operacją przeprowadzoną w trakcie jego kadencji była operacja „Źródło Młodości” w Bejrucie. Nadzorował osobiście przebieg operacji „Argaz”. Wraz z gen. Mordechajem Gurem przerwał pierwsze podejście do porwania syryjskich oficerów. Został wówczas osobiście skrytykowany przez ppłka Ehuda Baraka.
Przed wybuchem wojny Jom Kipur (1973) należał do obozu, który popierał stanowisko wywiadu wojskowego – Amanu, że państwa arabskie są zbyt słabe, aby rozpocząć wojnę. W momencie ataku armii egipskiej na Synaju wszedł w spór z ministrem obrony Mosze Dajanem, który uważał, że ogłoszenie pełnej mobilizacji nie było konieczne. W trakcie konfliktu kierował działaniami armii na froncie egipskim i syryjskim. Jego dwie decyzje sprawiły, że mimo początkowych trudności Izrael zdołał wyhamować natarcie państw arabskich i przeszedł do kontrataku. Po pierwsze, przeniósł rezerwy dywizyjne z frontu jordańskiego w okolice Wzgórz Golan, co ograniczyło ofensywę Syryjczyków. Po drugie, wbrew swoim podkomendnym postanowił, że to Egipcjanie powinni pierwsi zaatakować w głąb Synaju, a nie Izraelczycy. Dzięki temu armia izraelska była w stanie wyhamować uderzenie i w wyniku kolejnych starć przekroczyć Kanał Sueski.

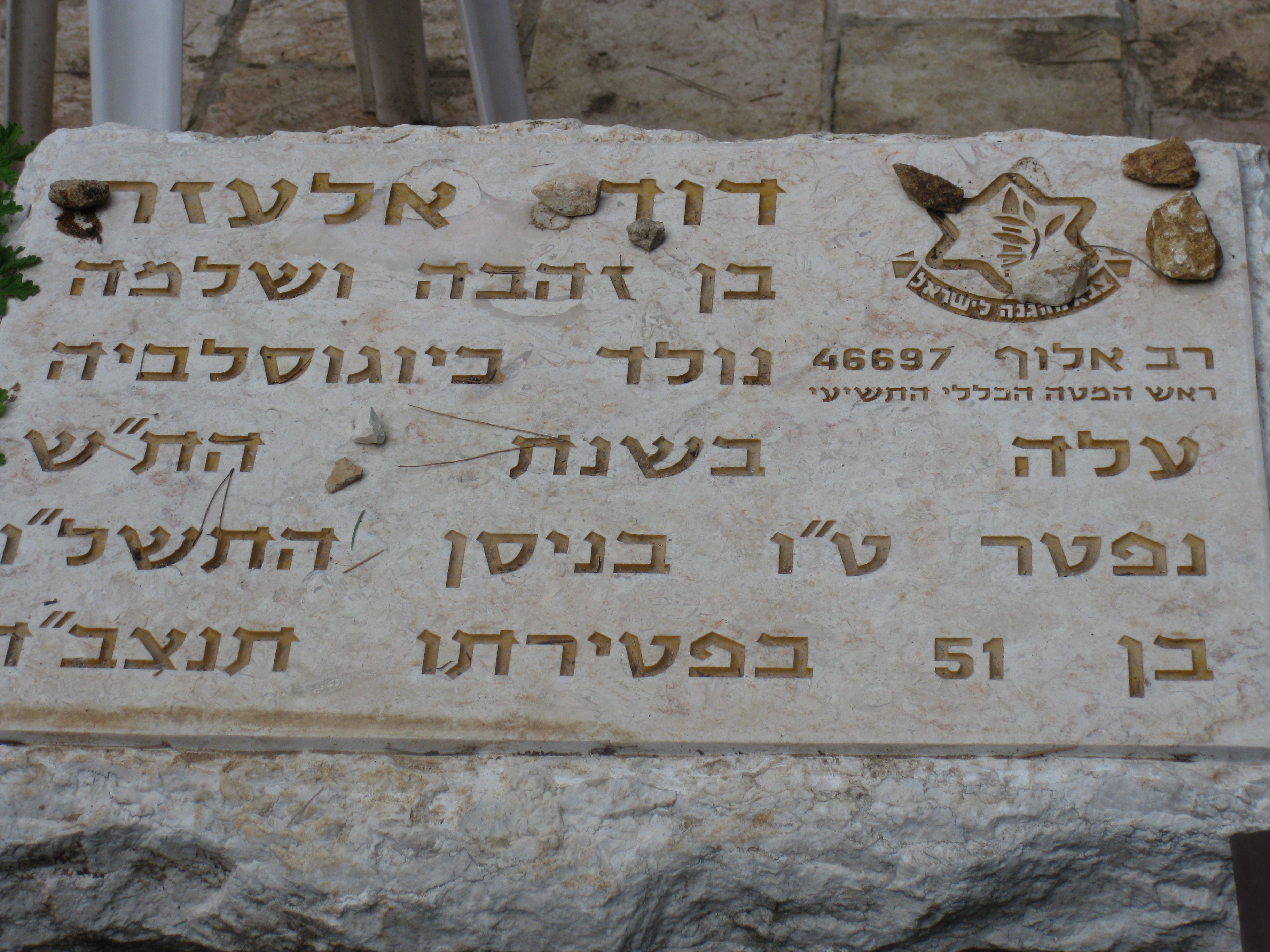
Grób gen. Dawida Elazara. Znajduje się na nim informacja o imionach jego rodziców (Zahawa i Szlomo).

1 kwietnia 1974 roku opublikowano raport Komisji Agranata, która badała przyczyny, które miały wpływ na rozmiary strat podczas wojny w 1973 roku. Raport wskazał, że Elazar ponosił osobistą odpowiedzialność za błędną ocenę sytuacji polityczno-wojskowej przed wybuchem wojny oraz niewystarczający poziom gotowości armii. Członkowie komisji wzięli pod uwagę dotychczasowe zasługi Elazara dla państwa i zalecili jedynie usunięcie go ze stanowiska szefa Sztabu Generalnego.
W 1974 roku postanowił zakończyć karierę w wojsku.
Zmarł 15 kwietnia 1976 roku w wyniku ataku serca. Został pochowany w Jerozolimie.